# 広島県議会
広島県議会（ひろしまけんぎかい、英: Hiroshima Prefecture Assembly）は、広島県に設置されている地方議会である。

## 概要
- 定数：64[2]（欠員1）
- 任期：2023年5月 -
- 議長：中本隆志[1]
- 副議長：緒方直之[1]
- 所在地：広島市中区基町10-52
- 常任委員会[3]
  - 総務委員会
  - 生活福祉保健委員会
  - 農林水産委員会
  - 建設委員会
  - 文教委員会
  - 警察・商工労働委員会

## 会派
（2023年4月30日現在）
| 会派名                                   | 議員数      | 党派                     |
| ---------------------------------------- | ----------- | ------------------------ |
| 自由民主党広島県議会議員連盟（自民議連） | 34          | 自由民主党               |
| 広島県議会民主県政会（民主県政会）       | 14          | 無所属10人 立憲民主党4人 |
| 公明党広島県議会議員団（公明党）         | 6           | 公明党                   |
| 自由民主党広島県議会広志会（広志会）     | 3           | 自由民主党               |
| 日本共産党（共産）                       | 2           | 日本共産党               |
| 自由民主党広島県議会議員会（自民会）     | 1           | 自由民主党               |
| 無所属ひとわ（ひとわ）                   | 1           | 無所属                   |
| ひろしま、刷新。（ひろしま刷新）         | 1           | 無所属                   |
| 義友会（義友会）                         | 1           | 無所属                   |
| 合計                                     | 63（欠員1） |                          |

- 事務局[5]
  - 秘書課
  - 総務課
  - 議事課
  - 政策調査課

## 各選挙区の定数・区域・選出議員
（2023年5月25日現在）
| 選挙区               | 定数 | 市区町村                     | 選出議員                                                                                    | 備考 |
| -------------------- | ---- | ---------------------------- | ------------------------------------------------------------------------------------------- | ---- |
| 広島市中区選挙区     | 3    | 広島市中区                   | 林大蔵、蔵本健、井上謙一郎                                                                  |      |
| 広島市東区選挙区     | 3    | 広島市東区                   | 緒方直之、畑石顕司、柿本忠則                                                                |      |
| 広島市南区選挙区     | 3    | 広島市南区                   | 中本隆志、中原好治、窪田泰久                                                                |      |
| 広島市西区選挙区     | 4    | 広島市西区                   | 福知基弘、山木茂、岡部千鶴、砂原崇弘                                                        |      |
| 広島市安佐南区選挙区 | 5    | 広島市安佐南区               | 栗原俊二、鷹廣純、竹原哲、灰岡香奈、藤井敏子                                                |      |
| 広島市安佐北区選挙区 | 3    | 広島市安佐北区               | 山崎正博、渡辺典子、山形しのぶ                                                              |      |
| 広島市安芸区選挙区   | 2    | 広島市安芸区                 | 檜山俊宏、上野寛治                                                                          |      |
| 広島市佐伯区選挙区   | 3    | 広島市佐伯区                 | 冨永健三、宮崎康則、瀧本実                                                                  |      |
| 呉市選挙区           | 5    | 呉市                         | 城戸常太、犬童英徳、坪川竜大、神田隆彦、相澤孝                                              |      |
| 竹原市・豊田郡選挙区 | 1    | 竹原市・大崎上島町           | 森川家忠                                                                                    |      |
| 三原市・世羅郡選挙区 | 3    | 三原市・世羅町               | 桑木良典、伊藤英治、八幡原圭                                                                |      |
| 尾道市選挙区         | 3    | 尾道市                       | 金口巌、吉井清介、岡野斉也                                                                  |      |
| 福山市選挙区         | 10   | 福山市                       | 宇田伸、松岡宏道、尾熊良一、三好良治、石津正啓 的場豊、出原昌直、稲葉潔、村上栄二、河村晃子 |      |
| 府中市・神石郡選挙区 | 1    | 府中市・神石高原町           | 加納孝彦                                                                                    |      |
| 三次市選挙区         | 1    | 三次市                       | 下森宏昭                                                                                    |      |
| 庄原市選挙区         | 1    | 庄原市                       | 小林秀矩                                                                                    |      |
| 大竹市選挙区         | 1    | 大竹市                       | 狭戸尾浩                                                                                    |      |
| 東広島市選挙区       | 4    | 東広島市                     | 井原修、西本博之、恵飛須圭二、山下守                                                        |      |
| 廿日市市選挙区       | 2    | 廿日市市                     | 安井裕典、山下智之                                                                          |      |
| 安芸高田市選挙区     | 1    | 安芸高田市                   | 玉重輝吉                                                                                    |      |
| 江田島市選挙区       | 1    | 江田島市                     | 沖井純                                                                                      |      |
| 安芸郡選挙区         | 3    | 海田町・熊野町・坂町・府中町 | 伊藤真由美、高田稔、富永やよい                                                              |      |
| 山県郡選挙区         | 1    | 安芸太田町・北広島町         | 本長糧太                                                                                    |      |

## 選挙
- 2015年（平成27年）4月12日 - 2015年広島県議会議員選挙（第18回統一地方選挙）
- 2019年（平成31年）4月07日 - 2019年広島県議会議員選挙（第19回統一地方選挙）
- 2023年（令和5年）4月09日 - 2023年広島県議会議員選挙（第20回統一地方選挙）

## 議員報酬と諸手当
| 役職   | 報酬             | 期末手当         | 政務活動費                       | 合計支給額        |
| ------ | ---------------- | ---------------- | -------------------------------- | ----------------- |
| 議長   | 月額 111万3000円 | 年間 500万8500円 | 月額 35万0000円 会派所属議員対象 | 年間 2924万2500円 |
| 副議長 | 月額 96万4000円  | 年間 433万8000円 | 月額 35万0000円 会派所属議員対象 | 年間 2010万6000円 |
| 議員   | 月額 90万1000円  | 年間 405万4500円 | 月額 35万0000円 会派所属議員対象 | 年間 1906万6500円 |

- 「（広島県）特別職の職員等の給与、旅費及び費用弁償に関する条例」により規定。[11][12]
- 「広島県政務活動費の交付に関する条例」第1条 月額35万円に当該会派の所属議員数を乗じて得た額とする。（一部抜き書き）により規定。[13]

## 議員バッジ
2023年4月、広島県議会は4月30日からの新任期に合わせ、14金製と金メッキの真ちゅう製のレプリカの2種類の議員バッジを新人15人、現職49人の64人全員に支給した。14金製は1個4万4,000円（前回の4年前から1.8倍）、真ちゅう製は1個4,950円（4年前から1.5倍）で、総費用は約313万円となった。中本隆志議長は7月4日の記者会見で「高いか、安いかはわからない。バッジは誇らしい議員活動をしてくださいという意味合いだと思う」と説明し、現時点で支給方法の見直しを議論しない考えを示した。

## 歴代議長
| - 初代・石井英太郎 1879年05月 - 1880年07月 - 02代・藤井和七郎 1880年07月 - 1880年11月 - 03代・藤井和七郎 1880年11月 - 1881年06月 - 04代・前田篤之助 1881年06月 - 1882年09月 - 05代・脇栄太郎 1882年09月 - 1884年04月 - 06代・脇栄太郎 1884年04月 - 1885年12月 - 07代・脇栄太郎 1885年12月 - 1888年02月 - 08代・脇栄太郎 1888年02月 - 1890年05月 - 09代・脇栄太郎 1890年05月 - 1890年10月 - 10代・長井松太郎 1890年10月 - 1892年02月 - 11代・穐山忠夫 1892年02月 - 1892年04月 - 12代・脇栄太郎 1892年04月 - 1894年04月 - 13代・山内吉郎兵衛 1894年04月 - 1896年04月 - 14代・脇栄太郎 1896年04月 - 1898年04月 - 15代・山内吉郎兵衛 1898年04月 - 1898年11月 - 16代・米田武八郎 1898年11月 - 1899年10月 - 17代・松井将壮 1899年10月 - 1902年08月 - 18代・高木龍蔵 1902年12月 - 1903年03月 - 19代・国頭第三郎 1903年10月 - 1907年09月 - 20代・森田俊佐久 1907年10月 - 1908年05月 - 21代・宮原幸三郎 1908年11月 - 1911年09月 - 22代・真藤斉 1911年10月 - 1915年09月 - 23代・河本柏人 1915年10月 - 1919年09月 - 24代・井上利八 1919年10月 - 1923年09月 - 25代・望月乙也 1923年10月 - 1927年09月 - 26代・望月乙也 1927年12月 - 1931年09月 - 27代・加藤俊夫 1931年10月 - 1935年06月 - 28代・大原博夫 1935年07月 - 1935年09月 - 29代・望月乙也 1935年10月 - 1938年03月 - 30代・大原博夫 1938年03月 - 1939年09月 - 31代・加藤俊夫 1939年11月 - 1941年12月 - 32代・望月乙也 1941年12月 - 1945年02月 - 33代・望月乙也 1945年02月 - 1945年07月 - 34代・天野彦三 1945年12月 - 1946年10月 - 35代・小谷伝一 1946年11月 - 1947年04月 - 36代・小谷伝一 1947年05月 - 1948年05月 - 37代・小谷伝一 1948年05月 - 1951年04月 - 38代・檜山袖四郎 1951年05月 - 1953年03月 - 39代・檜山袖四郎 1953年03月 - 1955年04月 - 40代・林興一郎 1955年06月 - 1958年03月 | - 41代・山中直彦 1958年03月 - 1959年04月 - 42代・平塩五男 1959年05月 - 1961年03月 - 43代・中津井真 1961年03月 - 1962年04月 - 44代・真田亀一 1962年04月 - 1963年04月 - 45代・檜山袖四郎 1963年05月 - 1967年04月 - 46代・檜山袖四郎 1967年05月 - 1971年04月 - 47代・西田修一 1971年05月 - 1975年04月 - 48代・西田修一 1975年05月 - 1978年09月 - 49代・児玉秀一 1978年09月 - 1979年04月 - 50代・児玉秀一 1979年05月 - 1980年07月 - 51代・大山広司 1980年07月 - 1982年06月 - 52代・木曽初行 1982年06月 - 1983年04月 - 53代・吉川清士 1983年05月 - 1984年03月 - 54代・木山徳郎 1984年05月 - 1987年04月 - 55代・安井耕造 1987年05月 - 1988年07月 - 56代・末田隆 1988年07月 - 1989年12月 - 57代・奥原信也 1989年12月 - 1991年04月 - 58代・檜山俊宏 1991年05月 - 1995年04月 - 59代・檜山俊宏 1995年05月 - 1999年04月 - 60代・檜山俊宏 1999年05月 - 2003年04月 - 61代・新田篤実 2003年05月 - 2007年04月 - 62代・林正夫 2007年05月 - 2011年04月 - 63代・林正夫 2011年05月 - 2015年04月 - 64代・平田修己 2015年05月 - 2016年06月 - 65代・宇田伸 2016年06月 - 2017年12月 - 66代・山木靖雄 2017年12月 - 2019年04月 - 67代・中本隆志 2019年05月 - 2023年04月 - 68代・中本隆志 2023年05月 - |  |

## 沿革
2011年
- 6月1日 - 正木篤（安佐北区）が無免許運転の現行犯で逮捕された。自身の免許はその8年前に失効しており、逮捕された際、正木は他人の名前を申告するなど虚偽の説明をした。
- 6月24日 - 県議会は正木に対する辞職勧告決議案を決議。
- 9月15日 - 広島地方裁判所は正木に懲役8ヶ月、執行猶予3年の有罪判決を言い渡した。
- 9月20日 - 県議会は正木に対する2度目の辞職勧告決議案を決議。

2012年
- 12月16日 - 正木の選挙区の安佐北区の住民が起こした解職請求の是非を問う住民投票実施のための署名運動の署名数が、47671人と発表される。

2013年
- 2月3日 - 住民投票が実施。開票の結果、リコールが成立。同日付けで正木は失職した。総務省は、「都道府県議のリコールは把握していない」としており、これが全国初の例とみられる[18]。
- 11月10日 - 正木の失職に伴う安佐北区選挙区の補選（定数1）が行われる。自民党公認の渡辺典子が初当選。正木は2,193票で落選（得票率5.6％）[19]。

2020年
- 4月30日 - 議事堂の耐震工事の都合上、臨時会本会議がリーガロイヤルホテル広島で開催された[20]。
- 5月1日 - 同上。

2021年
- 3月4日、参院選広島県選挙区を巡る大規模買収事件をめぐり、河井克行・河井案里夫妻から現金を受け取ったと検察から認定された県議13人について、県議会の民主県政会（14人）と公明党議員団（6人）の2会派が連名で、政治倫理審査会の設置を中本隆志議長に請求した[21]。
- 9月3日 - 政治倫理審査会の最終会合が非公開で開催。県議13人全員について政治倫理条例に違反したとして「文書警告が適当」とする最終報告書を採択した[22]。

2022年
- 1月28日 - 上記の大規模買収事件で、公職選挙法違反（被買収）の疑いで告発され、東京地検が不起訴にした広島の地元議員ら100人のうち、35人が検察審査会に「起訴相当」と議決されたことが公表された[23][24]。
- 2月7日 - 「起訴相当」とされた高山博州（尾道市）が辞職[25]。
- 2月10日 - 「起訴相当」とされた平本英司（三原市・世羅郡）、下原康充（東広島市）、岡崎哲夫（府中市・神石郡）が辞職[26]。
- 3月14日 - 広島地検は、起訴相当と議決された35人のうち、9人を在宅起訴、25人を略式起訴した。病気療養中の広島市議の児玉光禎については不起訴とした[27]。
- 3月15日 - 「起訴相当」とされた奥原信也（呉市）、砂原克規（広島市西区）、宮本新八（山県郡）、平本徹（安芸郡）が辞職[28]。
- 3月18日 - 県議会は、在宅起訴された佐藤一直（広島市中区）と渡辺典子（広島市安佐北区）に対する辞職勧告決議案を賛成多数で可決した[29]。

## 河井夫妻選挙違反事件に関与した議員一覧
2019年7月の参院選広島県選挙区をめぐる大規模買収事件において、県議13人が河井克行・案里夫妻から現金を受け取ったと検察から認定された。内訳は以下のとおり。このうち10人が検察審査会から「起訴相当」とされた。2022年3月14日、広島地検は10人のうち、2人を在宅起訴、8人を略式起訴した。
2024年12月9日付けで渡辺典子県議の異議申し立てが棄却され、起訴された10人全員、有罪確定となった。
| 氏名     | 選挙区         | 受領額  | 検察審査会 起訴相当の議決 | 辞職                                  | 起訴       | 略式命令                                                | 正式裁判 申し立て                                        | 正式裁判 判決 |
| -------- | -------------- | ------- | ------------------------- | ------------------------------------- | ---------- | ------------------------------------------------------- | -------------------------------------------------------- | --- |
| 高山博州 | 尾道市         | 30万円  | ○                         | 2022年2月7日に辞職                    | 略式起訴   | 2022年3月24日付 罰金15万円、追徴金30万円                | 申し立てせず有罪確定 2027年4月までの5年間、公民権停止    | ― |
| 岡崎哲夫 | 府中市・神石郡 | 50万円  | ○                         | 2022年2月10日に辞職                   | 略式起訴   | 2022年3月25日付 罰金25万円、追徴金50万円                | 申し立てせず有罪確定                                     | ― |
| 下原康充 | 東広島市       | 50万円  | ○                         | 2022年2月10日に辞職                   | 略式起訴   | 2022年3月23日付 罰金25万円、追徴金50万円                | 申し立てせず有罪確定 2027年4月までの5年間、公民権停止    | ― |
| 平本英司 | 三原市・世羅郡 | 30万円  | ○                         | 2022年2月10日に辞職                   | 略式起訴   | 2022年3月24日付 尾道簡易裁判所 罰金15万円、追徴金30万円 | 2022年4月7日までに 尾道簡易裁判所に 正式な裁判を申し立て | 2022年11月11日有罪判決 有罪確定 |
| 奥原信也 | 呉市           | 200万円 | ○                         | 2022年3月15日に辞職                   | 略式起訴   | 2022年3月24日付 罰金100万円、追徴金200万円              | 申し立てせず有罪確定                                     | ― |
| 砂原克規 | 広島市西区     | 50万円  | ○                         | 2022年3月15日に辞職                   | 略式起訴   | 2022年3月24日付 罰金25万円、追徴金50万円                | 申し立てせず有罪確定                                     | ― |
| 宮本新八 | 山県郡         | 50万円  | ○                         | 2022年3月15日に辞職                   | 略式起訴   | 2022年3月24日付 罰金25万円、追徴金50万円                | 正式裁判請求                                             | 2023年1月20日有罪判決 2023年2月6日までに有罪確定 |
| 平本徹   | 安芸郡         | 30万円  | ○                         | 2022年3月15日に辞職                   | 略式起訴   | 2022年3月24日付 罰金15万円、追徴30万円                  | 申し立てせず有罪確定                                     | ― |
| 佐藤一直 | 広島市中区     | 30万円  | ○                         | 辞職せず任期満了し出馬せず            | 在宅起訴   | ―                                                       | ―                                                        | 2023年7月26日有罪判決→控訴する考え 2023年8月9日、広島高裁に控訴 2023年12月5日、即日結審。 2024年2月8日、広島高裁は1審判決を支持し控訴棄却。 上告期限の2024年2月22日までに弁護側と検察側がいずれも上告せず判決確定、公民権5年間停止。 |
| 渡辺典子 | 広島市安佐北区 | 20万円  | ○                         | 辞職せず任期満了し2023年県議選 再当選 | 在宅起訴   | ―                                                       | ―                                                        | 2023年7月19日有罪判決→即日控訴 2024年1月25日、控訴審は即日結審。 2024年4月18日、広島高裁の森浩史裁判長は罰金10万円と追徴金10万円とした1審・広島地裁判決を支持し、無罪を主張した渡辺の控訴を棄却。 2024年4月23日、上告。 2024年11月19日付けで、最高裁判所第一小法廷（宮川美津子裁判長）は上告を退ける決定をした。異議申し立てをする意向。 2024年12月9日付で最高裁判所 第1小法廷（宮川美津子裁判長）は上告棄却に対する異議の申し立てを棄却した。これをもって、正式裁判を受けた地方議員や元議員あわせて12人の裁判は終結した。 2024年12月12日夜に「一身上の都合」として辞職願を提出し、13日の本会議で全会一致で許可された。 |
| 沖井純   | 江田島市       | 50万円  | ―                         | 辞職せず任期満了し2023年県議選 再当選 | 不起訴相当 | ―                                                       | ―                                                        | ― |
| 窪田泰久 | 広島市南区     | 30万円  | ―                         | 辞職せず任期満了し2023年県議選 再当選 | 不起訴相当 | ―                                                       | ―                                                        | ― |
| 山下智之 | 廿日市市       | 30万円  | ―                         | 辞職せず任期満了し2023年県議選 再当選 | 不起訴相当 | ―                                                       | ―                                                        | ― |

## 主な出身者
| - 石橋林太郎 - 衆議院議員 - 小島敏文 - 衆議院議員 - 有田温三 - 元衆議院議員 - 河井克行 - 元衆議院議員、第101代法務大臣 - 河井案里 - 元参議院議員（※当選無効） - 永山忠則 - 元衆議院議員 - 岡田正勝 - 元衆議院議員 - 桧田仁 - 元衆議院議員 - 脇栄太郎 - 元衆議院議員 - 宮原幸三郎 - 元衆議院議員 - 横山金太郎 - 元衆議院議員 - 加藤俊夫 - 元衆議院議員、元広島県議会議長 - 藤田若水 - 元衆議院議員、元広島市長 - 亀井郁夫 - 元参議院議員 - 大原博夫 - 元広島県知事、元衆議院議員、元広島県議会議長 | - 木山耕三 - 庄原市長 - 児玉浩 - 元安芸高田市長 - 荒木武 - 元広島市長 - 徳永豊 - 元福山市長 - 立石定夫 - 元福山市長 - 中川弘 - 元福山市長 - 蔵田義雄 - 元東広島市長 - 天満祥典 - 元三原市長 - 肥田広司 - 元海田市町長 - 林正夫 - 元広島県議会議長 - 河合邦人 - 河合塾経営者 - 原田睦民 - 元全国農業協同組合中央会会長 - 吉岡広小路 - 元三次市長、元三次市議会議員 |  |